# Cotabato

Cotabatos läge i Filippinerna

Cotabato (förr Norra Cotabato) är en provins på ön Mindanao i Filippinerna. Den är belägen i regionen SOCCSKSARGEN och har 1 098 000 invånare (2006) på en yta av 6 566 km². Administrativ huvudort är Kidapawan.
Provinsen är indelad i 10 kommuner och 1 stad.